# Langdorp
Langdorp est une section de la ville belge d'Aarschot située en Région flamande dans la province du Brabant flamand.

## Geographie
Langdorp se situe sur les bords de la Demer et se compose des zones résidentielles de Langdorp (le centre), Gjimel et Wolfsdonk. Langdorp forme une "frontière" entre la Campine et le Hageland. C'était une commune à part entière avant la fusion des communes de 1977.

## Évolution démographique
- Sources : INS, Rem. : 1831 jusqu'en 1970 = recensements, 1976 = nombre d'habitants au 31 décembre.

## Lieux d'intêrets
- Le Heimolen à Langdorp est l'une des plus anciennes constructions de moulins en Flandre. Le moulin a été construit en 1662 etentièrement restauré en 1998[2].
- L'église Saint-Pierre[3], le cimetière fortifié, l'ancienne maison des dignitaires de la ville et la mairie datant de 1860 sont autant de lieux d’intérêts appartenant à Langdorp. L'église Saint-Pierre est un bâtiment remarquable d'un point de vue architectural et abrite un orgue Robustelly récemment restauré. Deux cloches étaient toujours accrochées dans la tour de l'église, mais à l'occasion de la nomination d'un nouveau curé, les quatre cloches classiques ont été restaurées.

## Culture
La foire annuelle est célébrée par la communauté du village le jour de la Saint-Pierre (29 juin).

## Mobilité
Langdorp a sa propre gare le long de la ligne ferroviaire Aarschot-Diest.